# Charles G. Clarke
Charles G. Clarke (* 10. März 1899 in Potter Valley, Kalifornien; † 1. Juli 1983 in Beverly Hills, Kalifornien) war ein US-amerikanischer Kameramann.

## Leben
Seine Karriere im Filmgeschäft begann Charles G. Clarke als Kameraassistent für den Film Shoes von Regisseurin Lois Weber im Jahre 1916. In den Jahren 1917 bis 1918 diente er als Soldat in der United States Army. Im Jahre 1920 war er für den Film The Son of Tarzan erstmals als Chefkameramann tätig. Bis in das Jahr 1971 war er an mehr als 130 Produktionen als Kameramann beteiligt. Sein wohl bekanntester Film ist der 1947 gedrehte Das Wunder von Manhattan. Regisseure, mit denen er mehrere Male zusammenarbeitete waren unter anderem Nunnally Johnson, Richard Fleischer und Don Siegel. Mit letzterem drehte er 1960 den Film Flammender Stern. In den 1960er Jahren arbeitete er hauptsächlich für das Fernsehen.
Während seiner Karriere wurde er insgesamt vier Mal für den Oscar nominiert. Im Jahre 1944 wurde Clarke mit dem Technical Achievement Award ausgezeichnet. Diese Ehrung erhielt er für die „development and practical application of a device for composing artificial clouds into motion picture scenes during production photography.“ Im Jahre 1980 wurde er bei den Oscars mit der Medal of Commendation ausgezeichnet. Diesen Preis erhielt er in Dankbarkeit für „outstanding service and dedication in upholding the high standards of the Academy of Motion Picture Arts and Sciences.“
In den Jahren 1948 bis 1950 sowie 1951 bis 1953 war Charles G. Clarke der Präsident der American Society of Cinematographers.

## Filmografie (Auswahl)
- 1916: Shoes
- 1928: Four Sons
- 1928: Die rote Tänzerin von Moskau (The Red Dance)
- 1934: Tarzans Vergeltung (Tarzan and His Mate)
- 1934: Schrei der Gehetzten (Viva Villa!)
- 1934: Ich kämpfe für dich (Evelyn Prentice)
- 1935: Der Polizeibericht meldet … (Woman Wanted)
- 1937: Mr. Dodd geht nach Hollywood (Stand-In)
- 1938: Charlie Chan in Honolulu
- 1939: Mr. Moto und sein Lockvogel (Mr. Moto Takes a Vacation)
- 1942: Nacht im Hafen (Moontide)
- 1943: Guadalkanal – die Hölle im Pazifik (Guadalcanal Diary)
- 1943: Hello, Frisco, Hello
- 1945: Thunderhead – der vierbeinige Teufel (Thunderhead, Son of Flicka)
- 1946: Smoky, König der Prärie (Smoky)
- 1947: Das Wunder von Manhattan (Miracle on 34th Street)
- 1947: Der Hauptmann von Kastilien (Captain from Castile)
- 1948: Green Grass of Wyoming
- 1948: Ich heirate dich doch (That Wonderful Urge)
- 1949: Sand
- 1949: Sturmflug (Slattery's Hurricane)
- 1950: Es begann mit einem Kuß (The Big Lift)
- 1950: I’ll Get By
- 1951: Golden Girl
- 1952: Die Feuerspringer von Montana (Red Skies of Montana)
- 1952: Gesetz der Peitsche (Kangaroo)
- 1952: Liebe, Pauken und Trompeten (Stars and Stripes Forever)
- 1953: Durch die gelbe Hölle (Destination Gobi)
- 1953: Vesuvius Express (Kurzfilm)
- 1954: Das unsichtbare Netz (Night People)
- 1954: Der Attentäter (Suddenly)
- 1955: Die jungfräuliche Königin (The Virgin Queen)
- 1955: König der Schauspieler (Prince of Players)
- 1956: Karussell (Carousel)
- 1956: The Dark Wave (Dokumentar-Kurzfilm)
- 1956: Die unsichtbare Front (Three Brave Men)
- 1958: Kampfflieger (The Hunters)
- 1958: Der Barbar und die Geisha (The Barbarian and the Geisha)
- 1959: Fluch des Südens (The Sound and the Fury)
- 1960: Flammender Stern (Flaming Star)